# Олімпійський стадіон (Берлін)
Олімпійський стадіон у Берліні (нім. Olympiastadion Berlin нім. вимова: [oˈlʏmpi̯aˌʃtaːdi̯ɔn] ( прослухати)) — стадіон у місті Берлін, домашня арена футбольного клубу «Герта», місткість — 74 228 глядачів.

## Історія
Спортивний комплекс «Олімпіапарк», центром якого зараз є стадіон «Олімпіаштадіон», побудований до Першої світової війни, коли Німеччина отримала право провести Літні Олімпійські ігри 1916 року. У 1933 році Адольф Гітлер, який прийшов до влади, прибрав до рук вільні площі, що прилягали до іподрому «Грюнвальд». Його грандіозний план включав спорудження стадіону місткістю у 86 000 місць, окремого хокейного стадіону, манежу для верхової їзди, плавального басейну і відкритої спортивної арени. Спортивний комплекс прилягав до Майфельда, де проходили масові мітинги націонал-соціалістичної партії.
У 1936 році на арені відбулася організована гітлерівським урядом грандіозна церемонія відкриття Олімпійських ігор, яка вперше транслювалася на телебаченні в прямому ефірі, а олімпійські змагання на стадіоні стали матеріалом для створення пропагандистського фільму Лені Ріфеншталь «Олімпія».
У 1938 році на «Олімпіаштадіон» німецька збірна поступилася збірній Англії з розгромним рахунком 6:3.
«Олімпіаштадіон» істотно постраждав під час бомбардування Берліна авіацією союзних військ, але в середині 1960-х рр. його відбудували. Це були часи, коли в перші роки існування Бундесліги — так називався новий національний чемпіонат ФРН — кожен матч берлінського клубу «Герта» збирав до 70 000 уболівальників. Стадіон був реконструйований до чемпіонату світу 1974 року, і тут пройшли три матчі групового турніру. Включення «Олімпіаштадіона» до програми чемпіонату світу викликало політичну напруженість між країнами східного і західного табору. А відбулося це в першу чергу завдяки зусиллям керівника Футбольного союзу Німеччини Херманна Нойбергера.
Після возз'єднання Німеччини «Олімпіаштадіон» знов став центром, навколо якого зосереджено найбільші події німецького футболу, і фінальний матч Кубка Німеччини тепер, як і в минулі часи, незмінно проходить тут.
Генеральна реконструкція Олімпійського стадіону перед чемпіонатом світу 2006 року завершилася за рік до першості і обійшлася у 242 млн євро. «Олімпіаштадіону» було довірено провести найважливіший матч — фінал, стадіон із цією місією чудово впорався.
У 2024 стадіон приймав матчі Євро-2024, включно з фіналом турніру.